# Erythroxylum nelson-rosae
Erythroxylum nelson-rosae é uma espécie de planta da família Erythroxylaceae e do gênero Erythroxylum.  

## Taxonomia
O táxon foi descrito oficialmente em 1986 por Timothy Plowman.  Sua descrição original mencionava a presença da espécie em ambiente ameaçado e, consequentemente, também sob potencial ameça em termos de conservação.
Seu espécime-tipo é da Serra dos Carajás, no estado do Pará.  Seu epíteto específico foi dado em homenagem a Nelson Rosa, técnico de botânica do Museu Goeldi, homenageado por seu conhecimento extenso da flora amazônica, assim como entusiasmo e companheirismo em expedições. 
Na mesma publicação são descritos os taxa Erythroxylum schunkei e Erythroxylum tucuruiense.